# Scout Motors
Scout Motors è una casa automobilistica statunitense, parte del gruppo Volkswagen dal 2022.
Il marchio è stato fondato l'11 maggio 2022 come casa produttrice di automobili elettriche e veicoli da fuoristrada, con lo scopo di ampliare le vendite del gruppo nel mercato automobilistico Statunitense. L'azienda viene gestita agisce come una società indipendente, gestita separatamente da Volkswagen con un proprio team esecutivo.

## Storia
La società è stata fondata l'11 maggio 2022 e prende il nome dal veicolo fuoristrada International Harvester Scout, prodotto dal 1961 al 1980 dalla International Harvester. Lo stesso 11 maggio 2022, Volkswagen AG ha annunciato la creazione di un nuovo marchio, chiamato Scout Motors, dedicato ai veicoli elettrici, progettati, sviluppati, prodotti e commercializzati negli Stati Uniti. Scott Keogh, Amministratore delegato di Volkswagen USA, è stato nominato CEO del marchio.

## Concept car
Il 24 ottobre 2024 il marchio ha presentato due concept car; un pick-up chiamato Terra e un SUV chiamato Traveler. Il loro debutto è previsto entro la fine del 2027.